# Minská skupina
Minská skupina je jedním z orgánů Organizace pro bezpečnost a spolupráci v Evropě (OBSE). V souladu s hlavním cílem OBSE, tedy sloužit jako fórum pro vyjednávání a rozhovory mezi členskými státy v oblasti bezpečnosti , je také záměrem Minské skupiny urovnání konfliktu o Náhorní Karabach v oblasti Kavkazu. Mise OBSE se v současné době nacházejí na 15 místech v Evropě a kavkazský region tedy není výjimkou. 

## Vznik organizace
První polovina 90. let přinesla do evropského dění velké množství událostí, od rozpadu SSSR až po vznik četných etnických konfliktů. OBSE musela k nastalé situaci zaujmout postoj, který by přinesl řešení. Konflikt o Náhorní Karabach byl jedním z míst, kde postupně docházelo k válečné krizi, proto tehdejší Rada ministrů navrhovala založení speciální instituce zaměřené jen a pouze na Náhorní Karabach. K jejímu založení nakonec došlo v roce 1994, během již dříve zmíněného Summitu OBSE v Budapešti, a dostala název Minská skupina. Jejím cílem bylo dohlížet na dění v oblasti Náhorního Karabachu, monitorovat jednání všech aktérů a také fungovat jako fórum pro vyjednávání o mírovém řešení. Od doby vzniku této skupiny byly vkládány velké naděje do reálné možnosti ukončení konfliktu, ovšem prozatím nebylo dosaženo žádných zásadních změn a úspěchů.
V oblasti působí tzv. Zástupce úřadujícího předsedy OBSE pro Minskou skupinu, jehož kancelář se nachází ve Tbilisi, ale navštěvuje také úřady sídlící v Baku, Jerevanu a v Náhorním Karabachu. Již od roku 1997 je tímto zástupcem Andrzej Kasprzyk z Polska, který byl již několikrát znovuzvolen.

## Členské státy
Pochyby a kritika nejčastěji směřují k zastoupení států v předsednictvu Minské skupiny, tedy Ruska, Francie, Spojených států amerických, tzv. „Troiky. Někteří autoři se domnívají, že motivací těchto tří politických aktérů není konflikt zdárně ukončit, nýbrž ochránit své vlastní postavení a význam v regionu. Kromě již zmíněných tří předsedající států sdružuje OBSE Minská skupina dalších osm zemí. Arménie a Ázerbájdžán mají své členství zajištěné samotnou podstatou konfliktu, kdy jejich přítomnost je podmínkou při mírových jednáních. Mezi další členy se řadí Bělorusko, Německo, Itálii, Švédsko, Finsko a Turecko.

## Nástroje Minské skupiny
Hlavním prostředkem využívaným na půdě Minské skupiny jsou mezinárodní jednání všech zúčastněných stran. Od roku 2008 do současnosti proběhlo celkem 11 pokusů o urovnání konfliktu. Žádný z nich ovšem neskončil úspěchem. Vývoj návrhů, které vzešly z jednání skupiny o možném skončení konfliktu o Náhorní Karabach, lze shrnout do 4 fází. Rok 1997 přinesl dva odlišné přístupy. 
Prvním přístupem k řešení byl tzv. „package deal“, jehož podstatou bylo přijetí všech požadavků najednou, tedy komplexně a bezpodmínečně. Obsahem tohoto nástroje bylo stažení vojsk a konec ozbrojování na obou stranách konfliktu a následné uznání autonomního statusu Náhorního Karabachu. Zahrnuta byla ovšem také podmínka ohledně sedmi ázerbájdžánských regionů, tehdy již okupovaných Arménií, jež měly připadnout zpět pod správu Ázerbájdžánu. Právě tato podmínka byla důvodem, proč se Arménie nakonec postavila proti „package deal“.
Druhý přístup vznikl v září téhož roku a nesl název „step by step“. Zásadním rozdílem zde bylo rozdělení postupu do dvou oddělených fází, přičemž druhá fáze byla podmíněna splněním fáze předchozí. První podmínkou bylo tehdy vyřešení a stažení vojsk z území Ázerbájdžánu, na což navazovalo vyřešení statusu Náhorního Karabachu. Vedení mezinárodně nezávislé Náhorněkarabašské republiky ovšem považovalo druhou fázi zásadně podmíněnou fází první a zároveň vyžadovalo úplnou a kompletní nezávislost svého území. Ačkoliv tedy Arménie i Ázerbájdžán tento postup řešení schválily, byl to Náhorní Karabach, kdo ho nakonec odmítl. Až do roku 2007 OBSE nepřišlo s žádným dalším zásadním návrhem.

### Madridské principy
Tzv. Madridské principy z roku 2007 (později došlo k jejich aktualizaci v roce 2009) obsahovaly celkem 6 základních pravidel. Byly jimi: 
1. navrácení okupovaných teritorií Ázerbájdžánu
2. záruka bezpečnosti pro neuznanou Náhorně-karabašskou republiku
3. koridor spojující Arménské území s Náhorním Karabachem
4. referendum v oblasti Náhorního Karabachu určující jeho status
5. návrat všech uprchlíků a vnitřně vysídlených osob na původní místo bydliště
6. provedení mírotvorných operací

Všechna tato pravidla byla založena na třech základních principech Helsinského závěrečného aktu. Problémem však bylo, že každá ze zúčastněných stran prohlašovala jeden z principů jako ten nejdůležitější. Arménie a Náhorní Karabach kladly význam na právo sebeurčení, zatímco Ázerbájdžán vyzdvihoval právo na územní integritu státu. Neshody ohledně těchto principů nakonec opět ukončily uplatnění Madridských principů. Další oficiální postup nebyl od té doby navržen. Teoreticky zvažovanou variantou již bylo také referendum týkající se statusu oblasti Náhorního Karabachu – možnostmi by bylo připojení Náhorního Karabachu k Arménii, autonomie pod správou Ázerbájdžánu či úplná nezávislost Náhorního Karabachu. Otázkou však zůstává, který národ by měl v referendu odpovídat. Je jisté, že volba respondentů by předem určila pravděpodobnost výsledku s ohledem na veřejně známé preference všech zúčastněných stran.